# Juan Martín Lucero
Juan Martín Lucero (Mendoza, 30 novembre 1991) è un calciatore argentino, attaccante del Fortaleza.

## Palmarès

### Club

#### Competizioni nazionali
- Campionato malese: 2

Johor Darul Ta'zim: 2016, 2017
- Coppa della Malaysia: 1

Johor Darul Ta'zim: 2017
- Campionato cileno: 1

Colo-Colo: 2022
- Supercopa de Chile: 1

Colo-Colo: 2022

#### Competizioni statali
- Campionato Cearense: 1

Fortaleza: 2023

#### Competizioni regionali
- Copa do Nordeste: 1

Fortaleza: 2024

### Individuale
- Capocannoniere della Primera B Nacional: 1

2013-2014 (24 reti)
- Capocannoniere della Copa do Nordeste: 1

2023 (6 reti)
- Capocannoniere del Campionato Cearense: 1

2025 (4 reti)